# Список прем'єр-міністрів Соломонових Островів

## Список прем'єр-міністрів Соломонових Островів
- 7 липня 1978 — 31 серпня 1981 — Пітер Кенілореа
- 31 серпня 1981 — 19 листопада 1984 — Соломон Мамалоні
- 19 листопада 1984 — 1 грудня 1986 — Пітер Кенілореа (2-ий раз)
- 1 грудня 1986 — 28 березня 1989 — Єзекіїль Алебуа
- 28 березня 1989 — 18 червня 1993 — Соломон Мамалоні (2-ий раз)
- 18 червня 1993 — 7 листопада 1994 — Френсіс Біллі Гіллі
- 7 листопада 1994 — 27 серпня 1997 — Соломон Мамалоні (3-ий раз)
- 27 серпня 1997 — 30 червня 2000 — Бартолом'ю Улуфа'алу
- 30 червня 2000 — 17 грудня 2001 — Манассе Согаваре
- 17 грудня 2001 — 20 квітня 2006 — Алан Кемакеза
- 20 квітня — 4 травня 2006 — Снайдер Рені
- 4 травня 2006 — 20 грудня 2007 — Манассе Согаваре (2-ий раз)
- 20 грудня 2007 — 25 серпня 2010 — Давід Дерек Сікуа
- 25 серпня 2010 — 16 листопада 2011 — Денні Філіп
- 16 листопада 2011 — 9 грудня 2014 — Гордон Дарсі Ліло
- 9 грудня 2014 — 15 листопада 2017 — Манассе Согаваре (3-ий раз)
- 15 листопада 2017 — 24 квітня 2019 — Рік Гоуніпвела
- 24 квітня 2019 — і нині — Манассе Согаваре (вчетверте)